# Limited Overs cricket
Il Limited Overs cricket è una delle forme in cui viene praticato il gioco del cricket. 

## Storia
Le prime due partite di cricket ad over limitati della storia sono state disputate simultaneamente nel 1962, tra il  Leicestershire ed il  Derbyshire e tra il  Northamptonshire ed il  Nottinghamshire, sulla distanza di 65 overs nell'ambito della neonata "Midlands Knock-Out Cup". Già l'anno seguente fu istituita una competizione chiamata Gillette Cup ancora esistente (ma con durata limitata a 40 overs).
Nel 1971 venne disputato il primo One Day International (ODI) tra Inghilterra ed Australia in sostituzione di un test match valido per il trofeo The Ashes i cui primi quattro giorni furono cancellati per pioggia.
Dal 2003 ha iniziato a prendere piede la tipologia Twenty20 (T20). Questo format prevede solo un innings e 20 overs a squadra ed inizialmente ricevette molte critiche dai puristi che ritenevano che un numero così limitato di lanci fosse dannoso per il gioco, per contro le partite hanno riscosso molto successo presso il pubblico a causa della loro durata contenuta e per la loro alta spettacolarità.

## Descrizione
Si tratta della forma più diffusa attualmente, in quanto la durata molto più contenuta (alcune ore in un solo giorno) lo rende più "sopportabile" agli occhi degli appassionati, al contrario del First Class cricket che occupando più giorni può essere seguito meno assiduamente dal grande pubblico. Questa tipologia del gioco ha nella formula One Day International la sua forma più prestigiosa.
La principale differenza con il First Class cricket è che l'innings non termina necessariamente con l'eliminazione dei dieci battitori avversari, ma anche per il semplice raggiungimento del numero predefinito di over lanciati. Altra grande differenza consiste nel fatto che ogni squadra ha a disposizione un innings di battuta (e di conseguenza uno di lancio) in cui deve cercare di marcare più runs possibili, invece dei due del First Class cricket, rendendo inutili di conseguenza la dichiarazione ed il follow on. Inoltre, mentre nel FC cricket una squadra per poter vincere deve necessariamente realizzare due condizioni (marcare più runs ed eliminare l'intera squadra avversaria durante le fasi di lancio), nel LO cricket vince semplicemente la squadra che marca più runs, indipendente dal numero di eliminazioni ottenute e pertanto non è più presente l'obbligo di eliminare tutti i battitori avversari per poter vincere.
Questa tipologia di cricket prevede sempre una regola aggiuntiva per quanto riguarda i lanciatori. Infatti se nel FC cricket ogni lanciatore può lanciare per un numero indefinito di overs con l'unica regola che questi non siano consecutivi, in tutte le forme di limited overs vige la regola che ogni lanciatore non possa essere usato per un numero di over superiore ad una percentuale sul totale (generalmente il 20%), quindi in un ODI ogni lanciatore non può essere usato in più di 10 overs, in un T20 più di 4, ecc.
Il numero di Over varia a seconda della partita, nella forma ODI gli overs sono tradizionalmente 50 (60 in passato) ed attualmente tutte le competizioni principali di Limited Overs cricket si disputano su una distanza compresa tra i 20 e i 60 overs.

## List A
All'interno della categoria Limited Overs è presente una sottocategoria chiamata List A in cui vengono raggruppate le forme più prestigiose di questa tipologia di gioco. 
- Partite che rientrano nella List A: One Day International, altre partite internazionali, la competizione principale di LO cricket in alcune nazioni, partite ufficiali di una nazionale in tour contro squadre con lo status di First Class
- Partite che non rientrano nella List A: Twenty20 (anche quelle internazionali), le partite di warm up della coppa del mondo, partite amichevoli e speciali (eventi di beneficenza, ecc.) o con avversari particolari (ad esempio selezioni universitarie)